# Ronny (piosenkarz)
Ronny, właśc. Wolfgang Roloff (ur. 10 marca 1930 w Bremie, zm. 18 sierpnia 2011 tamże) – niemiecki piosenkarz, kompozytor i producent muzyczny.

## Życiorys
Urodził się w Bremie jako syn Heinricha Roloffa (1908–1977). W młodości Roloff po szkole pracował jako inżynier dźwięku. W 1954 roku wraz z Valeriem Hueckiem i Eddym Bornerem założył zespół Valerie trio. Cała trójką pojawiła się w filmie pt. An jedem Finger zehn. Potem Valerie Hueck i odtąd Roloff grał w duecie razem z Bornerem. Wydali oni razem kilka singli pod pseudonimem Bob & Eddy. Następne wydał single częściowo nazwane pod swoim prawdziwym nazwiskiem, ale również wydał single z Rolfem Samsonem (Die Colorados) oraz z Kaiem Warnerem – bratem niemieckiego kompozytora Jamesa Lasta (Die Blizzards).
Ponadto dokonał kilku nagrań instrumentalnych pod różnymi pseudonimami. W 1963 roku wydał swoją pierwszą solową płytę. Jako Otto Bänkel wydał płyty pt. Des Klempners Töchterlein i Das kommt vom vielen … auf. W tym samym roku cover amerykańskiej pieśni ludowej Oh My Darling, Clementine pt. Oh My Darling Caroline pod pseudonimem Ronny. Utwór ten przez kilka tygodni znajdował się na listach przebojów.
Po osiągnięciu licznych sukcesów na początku lat 70. postanowił zakończyć karierę piosenkarza i postanowił został kompozytorem i producentem muzycznym. Współpracował z licznymi artystami m.in. Melem Jerseyem, Heintjim Simonsem, Hansem Hee i razem z nimi utworzył kilka utworów m.in. Ich bau dir ein Schloss, Schneeglöckchen im Februar, Liebe Sonne lach doch wieder.
W 1984 roku wydał album studyjny pt. Stimme des Meeres. Następnie zaczął pracować w studiu nagrań Studio Nord Bremen.
W 1970 roku wydał piosenkę pt. Sierra madre del sur. Wtedy piosenka była umiarkowanym sukcesem. Jednak w 1987 roku piosenka w wykonaniu zespołu Schürzenjäger stała się superhitem i na listach przebojów wyprzedziła m.in. Kastelruther Spatzen, Heino, Tony’ego Marshalla oraz Marianne i Michaela. Piosenka jest jednym z największych sukcesów niemieckiej muzyki popularnej.
Wolfgang „Ronny” Roloff zmarł 18 sierpnia 2011 roku w Bremie w wieku 81 lat i został pochowany na cmentarzu w dzielnicy Bremy – Walle, gdzie spoczywa w grobie razem ze swoim ojcem.

## Dyskografia

### Single
| Rok                   | Tytuł                           | Pozycje na listach przebojów | Pozycje na listach przebojów | Pozycje na listach przebojów | Uwagi                             |
| Rok                   | Tytuł                           | DE                           | AT                           | CH                           | Uwagi                             |
| --------------------- | ------------------------------- | ---------------------------- | ---------------------------- | ---------------------------- | --------------------------------- |
| 1963                  | Oh My Darling Caroline          | 1 (24 Wo.)                   | –                            | –                            | Opublikowany: 1963                |
| 1964                  | Kein Gold im Blue River         | 5 (12 Wo.)                   | –                            | –                            | Opublikowany: 1 maja 1964         |
| 1964                  | Kenn ein Land / Kleine Annabell | 1 (20 Wo.)                   | 3 (12 Wo.)                   | –                            | Opublikowany: 1 października 1964 |
| 1965                  | Anja, Anja                      | 4 (14 Wo.)                   | –                            | –                            | Opublikowany: 15 stycznia 1965    |
| 1965                  | Darling, Goodnight              | 8 (16 Wo.)                   | –                            | –                            | Opublikowany: 15 kwietnia 1965    |
| 1966                  | Hohe Tannen                     | 21 (10 Wo.)                  | –                            | –                            | Opublikowany: 1966                |
| 1966                  | Eine kleine Träne               | 12 (18 Wo.)                  | 5 (12 Wo.)                   | –                            | Opublikowany: 15 marca 1966       |
| 1966                  | Dunja, du                       | 5 (20 Wo.)                   | –                            | –                            | Opublikowany: 15 listopada 1966   |
| 1967                  | Lass die Sonne wieder scheinen  | 5 (26 Wo.)                   | –                            | –                            | Opublikowany: 1 marca 1967        |
| 1967                  | Adios My Darling                | 5 (16 Wo.)                   | –                            | –                            | Opublikowany: 1 września 1967     |
| 1968                  | Doch dann kamst du              | 15 (12 Wo.)                  | 17 (4 Wo.)                   | –                            | Opublikowany: 1 stycznia 1968     |
| 1968                  | Sie war so wunderbar            | 34 (2 Wo.)                   | –                            | –                            | Opublikowany: 1968                |
| 1968                  | Laura, oh Laura                 | 24 (6 Wo.)                   | –                            | –                            | Opublikowany: 1 grudnia 1968      |
| 1969                  | Er war nur ein armer Zigeuner   | 5 (10 Wo.)                   | –                            | –                            | Opublikowany: 15 kwietnia 1969    |
| 1971                  | Little Sweetheart Belinda       | 44 (2 Wo.)                   | –                            | –                            | Opublikowany: 21 lipca 1971       |
| 1971                  | Good Morning My Sweet Adalita   | 33 (4 Wo.)                   | –                            | –                            | Opublikowany: 29 listopada 1971   |
|                       | Nummer-eins-Singles             | 2                            | –                            | –                            |                                   |
| Singles in den Top-10 | 9                               | 2                            | –                            |                              |                                   |
| Singles in den Charts | 16                              | 3                            | –                            |                              |                                   |

## Filmografia
- 1965 – Die schwarzen Adler von Santa Fe jako kowboj
- 1966-1974 – Die Drehscheibe jako piosenkarz